# Stefan Schulz
Stefan Schulz es un deportista de la RDA que compitió en remo. Ganó dos medallas en el Campeonato Mundial de Remo, en los años 1989 y 1990.

## Palmarés internacional
| Campeonato Mundial | Campeonato Mundial   | Campeonato Mundial | Campeonato Mundial |
| Año                | Lugar                | Medalla            | Prueba             |
| ------------------ | -------------------- | ------------------ | ------------------ |
| 1989               | Bled (Yugoslavia)    | Medalla de plata   | Ocho con timonel   |
| 1990               | Tasmania (Australia) | Medalla de oro     | Cuatro con timonel |